# كريغ شيلتون
كريغ شيلتون (بالإنجليزية: Craig Shelton)‏ مواليد 1 مايو 1957 في واشنطن العاصمة، هو لاعب كرة سلة أمريكي معتزل. بدأ مسيرته الاحترافية في سنة 1980. تم اختياره من قبل فريق أتلانتا هوكس خلال الدرافت. حمل الرقم 11. يبلغ طوله 6 قدم 7 بوصة (2.0 م). اعتزل اللعب في 1986.

## المسيرة الاحترافية
لعب مع أتلانتا هوكس من سنة 1980 إلى 1982، ثم لعب مع فولجور ليبرتاس فورلي في موسم 1982–1983، ثم لعب مع رير فينيزيا مستري من سنة 1983 إلى 1985.

## روابط خارجية
- كريغ شيلتون على موقع إن بي أي (الإنجليزية)
- كريغ شيلتون على موقع سبورتس رفرنس (الإنجليزية)
- كريغ شيلتون على موقع كلية كرة السلة في سبورتس رفرنس.كوم (الإنجليزية)
- كريغ شيلتون على موقع ريلجم (الإنجليزية)
- كريغ شيلتون على موقع بروبوليرز (الإنجليزية)